# مرآت البلدان
مرآة البُلْدَان یا مرآت بُلْدَانِ ناصری (به فارسی: آینهٔ شهرها) کتابی از محمدحسن اعتمادالسلطنه دربارهٔ جغرافیا و تاریخ است. بُلْدَان؛ مفردها بَلَد و بَلْدَة به‌معنیِ شهرها و کشورها است.

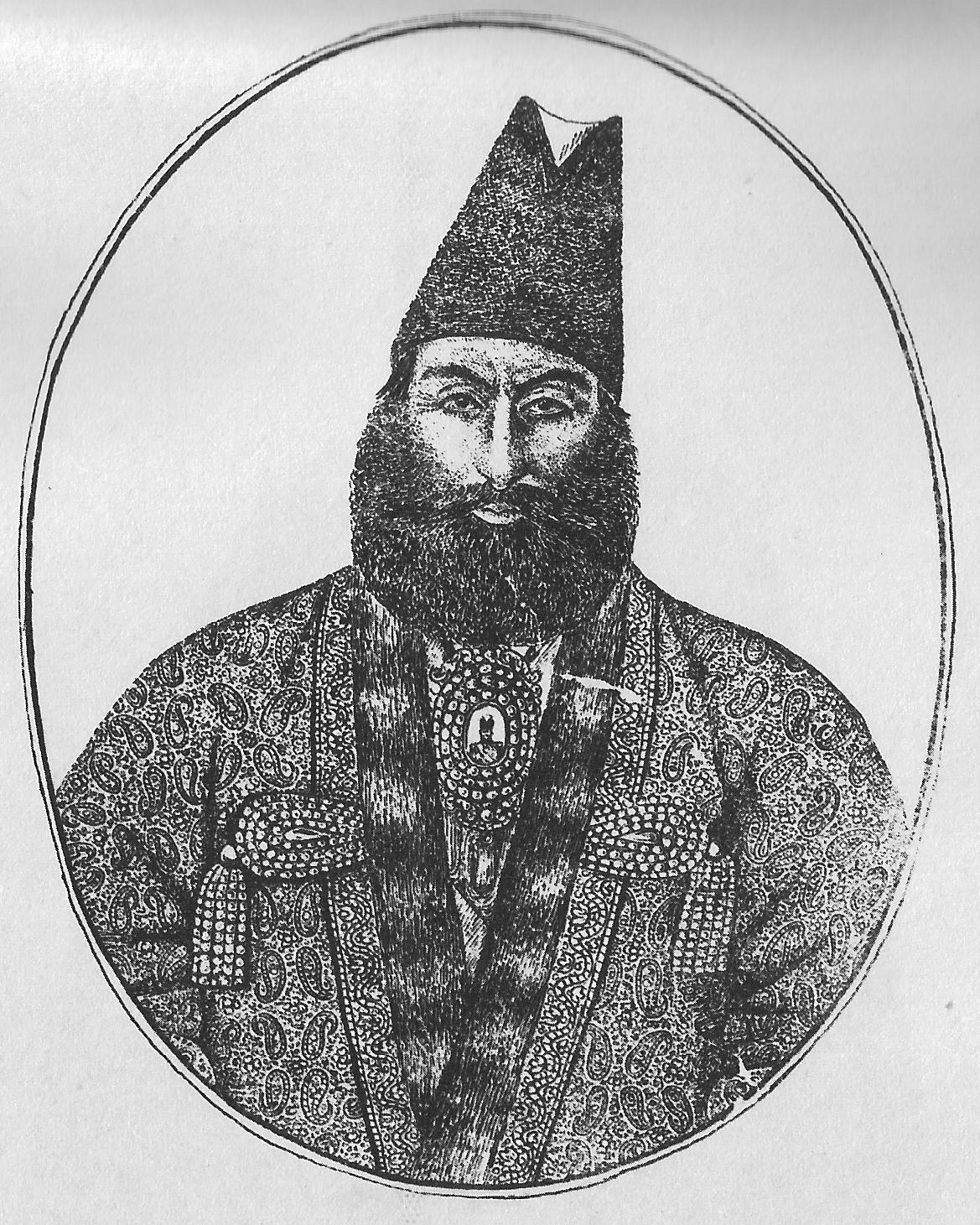
تصویر امیرکبیر در مرآت البلدان

## نویسنده
نویسندهٔ اثر، وزیر انطباعات وقت بوده و کوشیده است تا بر پایهٔ کتابِ معجم‌البلدان از یاقوت حموی، کتابی جغرافیایی بنویسد.

## مُجلدات
جلدِ اول این کتاب که در سال ۱۲۹۴ ق. نوشته شده است بر اساس حروف تهجی تا حرف «ت» به شهر تهران رسیده است و تاریخِ این شهر را تا سال ۹۴۴ یعنی زمان ورودِ شاه طهماسب رسانده است و تا سال ۱۲۶۴ زمان به حکومت رسیدنِ ناصرالدین‌شاه تاریخ را پی گرفته است و سپس دو جلدِ دیگر بر آن افزود و تاریخ را تا سال ۱۲۹۵ ذکر کرد. در حقیقت پس از شهر تهران، مباحثِ جغرافیایی پایان گرفت و جلدِ دوم و سوم به مباحثِ تاریخی اختصاص یافت. این جلد که جلد سوم این دوره است، تحلیلِ هفده سال از سلطنت ناصرالدین شاه را دربردارد.